# Rense Vis
Rense Vis (Magelang, 4 juli 1904 – 8 maart 1993) was een Nederlands voetballer die als aanvaller speelde.
Vis speelde bij HVV en hij speelde zijn enige wedstrijd in het Nederlands voetbalelftal op 31 oktober 1926 in de met 2-3 verloren oefenwedstrijd tegen Duitsland. Hij maakte ook deel uit van de selectie voor de Olympische Zomerspelen in 1928 maar kwam niet in actie. Vis was bij HVV ook actief in het cricket. In 1930 ging hij naar Nederlands-Indië. 
Hij ging in 1923 koloniale landbouw studeren in Wageningen. In februari 1949 werd hij in de functie van administrateur van de firma Pasawahan in het Bandjarse samen met zijn staf ontvoerd door de Tentara Nasional Indonesia (TNI).